# Кельман, Дмитрий Иванович
Кельман Дмитрий Иванович — бывший народный депутат Украины.

## Биография
Родился 8 ноября 1940 (с. Русское, Мукачевский р-н, Закарпатская область) в крестьянской семье; украинец; жена Мария Степановна (1946) — зав. кадров, КСП «Ракошинское»; дочь Светлана (1966) — врач, Мукачевская больница; дочь Оксана (1969) — преподаватель, Ракошинская СШ.
Образование: Львовский сельскохозяйственный институт (1972), ученый-агроном.
Народный депутат Украины 12(1) созыва с 03.1990 (2-й тур) до 04.1994, Мукачевский изб. окр. № 172, Закарпатская область. Член Комиссии по вопросам возрождения и социального развития села. На время выборов: агроторг. предприятие-колхоз имени. И. Ленина, гол. Член группы «Центр».
- С 1954 — ученик Мукачевского сельскохозяйственного техникума.
- С 1958 — служба в армии.
- С 1962 — механизатор, колхоз имени XXII съезда КПСС, с. Ракошин Мукачевского района.
- С 1964 — командировки на Кубу.
- С 1967 года — бригадир тракторной бригады, колхоз имени XXII съезда КПСС.
- С 1971 — председатель колхоза «Путь к коммунизму», село Новое Давидкове Мукачевского района.
- С 1976 — председатель колхоза имен Чапаева, село Зняцево Мукачевского района.
- С 1978 — председатель колхоза имени Ленина, село Большие Лучки Мукачевского района.
- Затем — первый заместитель начальника управления сельского хозяйства и продовольствия Закарпатской облгосадминистрации.
- С 1996 — генеральный директор «Закарпатоблтехсервис».
- С 01.2001 — советник председателя Закарпатской облгосадминистрации.

Был председателем Закарпатской областной организации Аграрной партии Украины.
Ордена Октябрьской революции, Трудового Красного Знамени, Дружбы народов.